# بالوما كوياتكوفسكي
بالوما كوياتكوفسكي هي ممثلة كندية، ولدت في 29 مايو 1994 بفانكوفر في كندا. بدأت مشوارها المهني سنة 2012.

## أعمال

### أفلام
- (2013)  بحر من الوحوش[5][6][7]

## وصلات خارجية
- بالوما كوياتكوفسكي على موقع IMDb (الإنجليزية)
- بالوما كوياتكوفسكي على موقع قاعدة بيانات الفيلم (الإنجليزية)